# Reprezentacja Bułgarii w piłce siatkowej kobiet
Reprezentacja Bułgarii w piłce siatkowej kobiet – narodowa reprezentacja tego kraju, reprezentująca go na arenie międzynarodowej.

## Trenerzy
| Lata      | Imię i nazwisko     |
| --------- | ------------------- |
| 2005      | Mirosław Żiwkow     |
| 2007–2010 | Dragan Nešić        |
| 2011      | Dragutin Baltić     |
| 2012–2014 | Marcello Abbondanza |
| 2014      | Władimir Kuzjutkin  |
| 2015      | Atanas Lazarow      |
| 2015      | Dragan Nešić        |
| 2016–2017 | Iwan Dimitrow       |
| 2018–2021 | Iwan Petkow         |
| 2022–2024 | Lorenzo Micelli     |
| 2025–     | Antonina Zetowa     |

## Skład reprezentacji Bułgarii naLigę Narodów 2025[2]
Zawodniczki:
- 1. Iweta Stanczułowa
- 2. Nasja Dimitrowa
- 3. Łora Sławczewa
- 4. Marija Kriwoszijska
- 5. Marija Jordanowa
- 6. Margarita Gunczewa
- 7. Łora Kitipowa
- 8. Aleksandra Georgiewa
- 10. Mirosława Paskowa
- 11. Christina Wuczkowa
- 13. Miła Paszkułewa
- 14. Borisława Sajkowa
- 15. Żana Todorowa
- 16. Elica Atanasijević
- 17. Radostina Marinowa
- 18. Darina Nanewa
- 19. Aleksandra Miłanowa
- 20. Iwa Dudowa
- 21. Galina Karabaszewa
- 23. Mikaela Stojanowa
- 25. Darja Iwanowa
- 27. Aleksandra Sajkowa
- 29. Kristina Gunczewa
- 28. Merelin Nikołowa
- 30. Mira Todorowa
- 31. Emileta Raczewa
- 32. Kalina Wenewa
- 33. Kaja Nikołowa
- 34. Dimana Iwanowa
- 35. Wiktoria Ninowa

## Osiągnięcia
Igrzyska Olimpijskie:
- 3. miejsce – 1980

Mistrzostwa Europy:
- 1. miejsce – 1981
- 3. miejsce – 1979, 1997, 2001

Liga Europejska:
- 1. miejsce – 2018, 2021
- 2. miejsce – 2010, 2012
- 3. miejsce – 2009, 2011, 2013

## Udział i miejsca w imprezach

### Igrzyska Olimpijskie
| Rok  | Kraj           | Miejsce      |
| ---- | -------------- | ------------ |
| 1964 | Tokio          | brak udziału |
| 1968 | Meksyk         | brak udziału |
| 1972 | Monachium      | brak udziału |
| 1976 | Montreal       | brak udziału |
| 1980 | Moskwa         | 3. miejsce   |
| 1984 | Los Angeles    | brak udziału |
| 1988 | Seul           | brak udziału |
| 1992 | Barcelona      | brak udziału |
| 1996 | Atlanta        | brak udziału |
| 2000 | Sydney         | brak udziału |
| 2004 | Ateny          | brak udziału |
| 2008 | Pekin          | brak udziału |
| 2012 | Londyn         | brak udziału |
| 2016 | Rio de Janeiro | brak udziału |
| 2020 | Tokio          | brak udziału |

### Mistrzostwa Świata
| Rok  | Kraj             | Miejsce      |
| ---- | ---------------- | ------------ |
| 1952 | ZSRR             | 4. miejsce   |
| 1956 | Francja          | 5. miejsce   |
| 1960 | Brazylia         | brak udziału |
| 1962 | ZSRR             | 4. miejsce   |
| 1967 | Japonia          | brak udziału |
| 1970 | Bułgaria         | 6. miejsce   |
| 1974 | Meksyk           | 13. miejsce  |
| 1978 | ZSRR             | 9. miejsce   |
| 1982 | Peru             | 9. miejsce   |
| 1986 | Czechosłowacja   | 12. miejsce  |
| 1990 | Chiny            | brak udziału |
| 1994 | Brazylia         | brak udziału |
| 1998 | Japonia          | 10. miejsce  |
| 2002 | Niemcy           | 8. miejsce   |
| 2006 | Japonia          | brak udziału |
| 2010 | Japonia          | brak udziału |
| 2014 | Włochy           | 12. miejsce  |
| 2018 | Japonia          | 12. miejsce  |
| 2022 | Polska/ Holandia | 17. miejsce  |

### Mistrzostwa Europy
| Rok  | Kraj                                 | Miejsce      |
| ---- | ------------------------------------ | ------------ |
| 1949 | Czechosłowacja                       | brak udziału |
| 1950 | Bułgaria                             | 4. miejsce   |
| 1951 | Francja                              | brak udziału |
| 1955 | Rumunia                              | 5. miejsce   |
| 1958 | Czechosłowacja                       | 5. miejsce   |
| 1963 | Rumunia                              | 5. miejsce   |
| 1967 | Turcja                               | 6. miejsce   |
| 1971 | Włochy                               | 4. miejsce   |
| 1975 | Jugosławia                           | 4. miejsce   |
| 1977 | Finlandia                            | 7. miejsce   |
| 1979 | Francja                              | 3. miejsce   |
| 1981 | Bułgaria                             | 1. miejsce   |
| 1983 | NRD                                  | 4. miejsce   |
| 1985 | Holandia                             | 10. miejsce  |
| 1987 | Belgia                               | 4. miejsce   |
| 1989 | Niemcy                               | 7. miejsce   |
| 1991 | Włochy                               | 7. miejsce   |
| 1993 | Czechy                               | 9. miejsce   |
| 1995 | Holandia                             | 5. miejsce   |
| 1997 | Czechy                               | 3. miejsce   |
| 1999 | Włochy                               | 7. miejsce   |
| 2001 | Bułgaria                             | 3. miejsce   |
| 2003 | Turcja                               | 7. miejsce   |
| 2005 | Chorwacja                            | 9. miejsce   |
| 2007 | Belgia/ Luksemburg                   | 11. miejsce  |
| 2009 | Polska                               | 8. miejsce   |
| 2011 | Serbia/ Włochy                       | 14. miejsce  |
| 2013 | Niemcy/ Szwajcaria                   | 13. miejsce  |
| 2015 | Holandia/ Belgia                     | 13. miejsce  |
| 2017 | Gruzja/ Azerbejdżan                  | 9. miejsce   |
| 2019 | Polska/ Słowacja/ Turcja/ Węgry      | 8. miejsce   |
| 2021 | Serbia/ Bułgaria/ Chorwacja/ Rumunia | 9. miejsce   |
| 2023 | Włochy/ Niemcy/ Belgia/ Estonia      | 7. miejsce   |

### Liga Europejska
| Rok  | Miasto                     | Miejsce      |
| ---- | -------------------------- | ------------ |
| 2009 | Kayseri                    | 3. miejsce   |
| 2010 | Ankara                     | 2. miejsce   |
| 2011 | Stambuł                    | 3. miejsce   |
| 2012 | Karlowe Wary               | 2. miejsce   |
| 2013 | Warna                      | 3. miejsce   |
| 2014 | Bursa/ Rüsselsheim am Main | 6. miejsce   |
| 2015 | Brak                       | brak udziału |
| 2016 | Brak                       | brak udziału |
| 2017 | Brak                       | brak udziału |
| 2018 | Budapeszt                  | 1. miejsce   |
| 2019 | Varaždin                   | brak udziału |
| 2021 | Ruse                       | 1. miejsce   |
| 2022 | Orlean                     | brak udziału |

### Grand Prix
| Rok  | Miasto          | Miejsce      |
| ---- | --------------- | ------------ |
| 1993 | Hongkong        | brak udziału |
| 1994 | Szanghaj        | brak udziału |
| 1995 | Szanghaj        | brak udziału |
| 1996 | Szanghaj        | brak udziału |
| 1997 | Kobe            | brak udziału |
| 1998 | Hongkong        | brak udziału |
| 1999 | Yuxi            | brak udziału |
| 2000 | Manila          | brak udziału |
| 2001 | Makau           | brak udziału |
| 2002 | Hongkong        | brak udziału |
| 2003 | Andria          | brak udziału |
| 2004 | Reggio Calabria | brak udziału |
| 2005 | Sendai          | brak udziału |
| 2006 | Reggio Calabria | brak udziału |
| 2007 | Ningbo          | brak udziału |
| 2008 | Yokohama        | brak udziału |
| 2009 | Tokio           | brak udziału |
| 2010 | Ningbo          | brak udziału |
| 2011 | Makau           | brak udziału |
| 2012 | Ningbo          | brak udziału |
| 2013 | Sapporo         | 9. miejsce   |
| 2014 | Tokio           | 21. miejsce  |
| 2015 | Omaha           | 17. miejsce  |
| 2016 | Bangkok         | 16. miejsce  |
| 2017 | Nankin          | 17. miejsce  |

### Liga Narodów
| Rok  | Miasto    | Miejsce      |
| ---- | --------- | ------------ |
| 2018 | Nankin    | brak udziału |
| 2019 | Nankin    | brak udziału |
| 2021 | Rimini    | brak udziału |
| 2022 | Ankara    | 14. miejsce  |
| 2023 | Arlington |              |

### Puchar Świata
| Rok  | Kraj    | Miejsce      |
| ---- | ------- | ------------ |
| 1973 | Urugwaj | brak udziału |
| 1977 | Japonia | brak udziału |
| 1981 | Japonia | 7. miejsce   |
| 1985 | Japonia | brak udziału |
| 1989 | Japonia | brak udziału |
| 1991 | Japonia | brak udziału |
| 1995 | Japonia | brak udziału |
| 1999 | Japonia | brak udziału |
| 2003 | Japonia | brak udziału |
| 2007 | Japonia | brak udziału |
| 2011 | Japonia | brak udziału |
| 2015 | Japonia | brak udziału |
| 2019 | Japonia | brak udziału |